# Sveriges sporthistoria

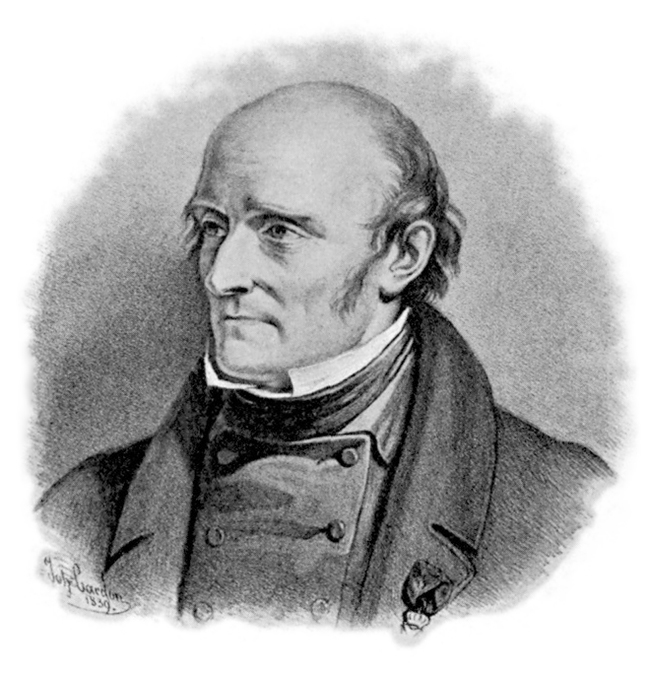
Pehr Henrik Ling grundade 1813 Gymnastiska Centralinstitutet, idag känd som Gymnastik- och idrottshögskolan.

Sport har spelat stor roll i Sveriges historia. Idrottsrörelsen har sedan 1800-talets slut-1900-talets början varit en av Sveriges stora folkrörelser.

## Stora sporthändelser
- Linggymnastik
- OS 1912
- Ingemar Johansson Världsmästare i tungvikt 1959–1960
- Sveriges herrlandslag i fotboll

## Tidsaxel

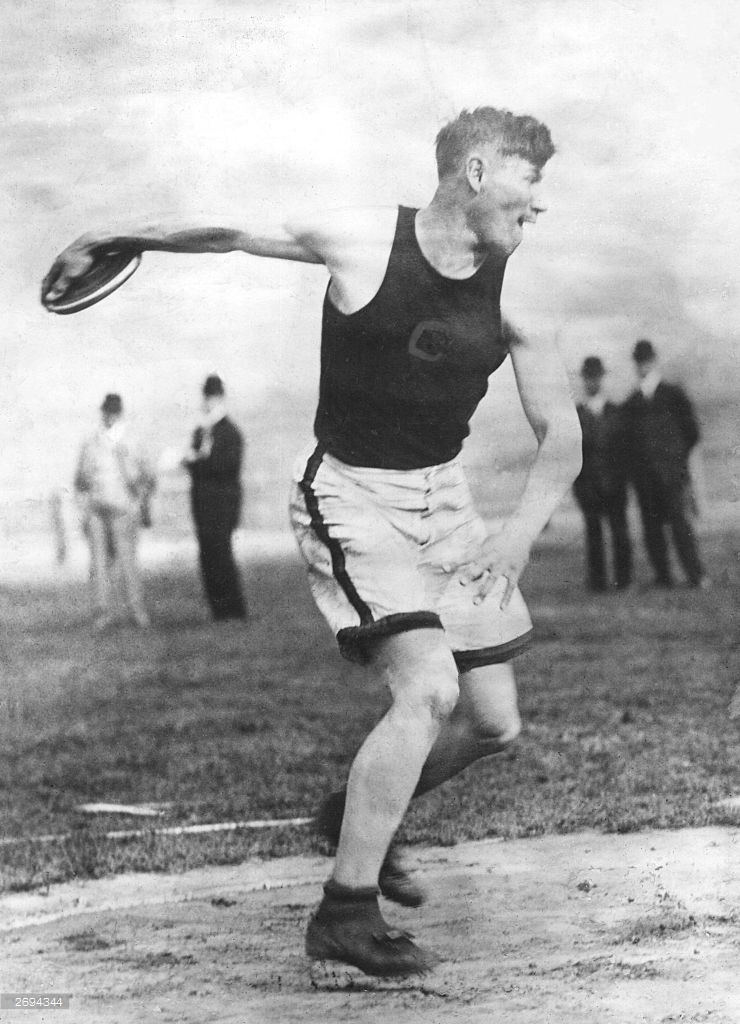
Olympiska spelen 1912 i Stockholm.

- 8 augusti 1896: Örgryte IS vinner det första svenska mästerskapet i fotboll.
- 31 maj 1903: Riksidrottsförbundet bildas.
- 18 december 1904: Svenska Fotbollförbundet bildas.
- 17 juni 1907: IFK Uppsala vinner det första svenska mästerskapet i bandy
- 6-27 juli 1912: Stockholm står som värd för olympiska spelen.
- 1913: Svenska staten inrättar permanenta ekonomiska anslag till svensk idrott.[1][2]
- 1920: Ishockeysporten introduceras i Sverige.
- 9 juni 1924: Sverige tar olympiskt brons i fotboll i Paris.
- 3 augusti 1924: Fotbollsallsvenskan sparkar igång.
- 6 januari 1931: Svenskt nationellt seriespel i bandy drar igång.
- 11 november 1934. Allsvenskan i handboll startas
- 13 augusti 1948: Sverige tar olympiskt guld i fotboll i London.
- 12-20 februari 1949: Sverige arrangerar världsmästerskapet i ishockey för första gången, ishockeysportens breda genomslag i Sverige.
- 16 juli 1950: Sverige tar brons VM i fotboll i Brasilien.
- 2 augusti 1952: Sverige tar olympiskt brons i fotboll i Helsingfors.
- 10-17 juni 1956: Stockholm står som värd för ryttartävlingarna i olympiska sommarspelen 1956 på grund av Australiens dåvarande hästregler.
- 15 mars 1958 Sverige blir världsmästare i ishockey första gången
- 8-29 juni 1958: Sverige står som värd för VM i fotboll.
- 19-24 augusti 1958 : Sverige värd för EM i Friidrott på Stockholms stadion. Richard Dahl EM-guld i höjdhopp.
- 3 maj 1968: Båstadskravallerna.
- Tidigt 1970-tal - Organiserad dambandy och damfotboll slår igenom i Sverige.

.

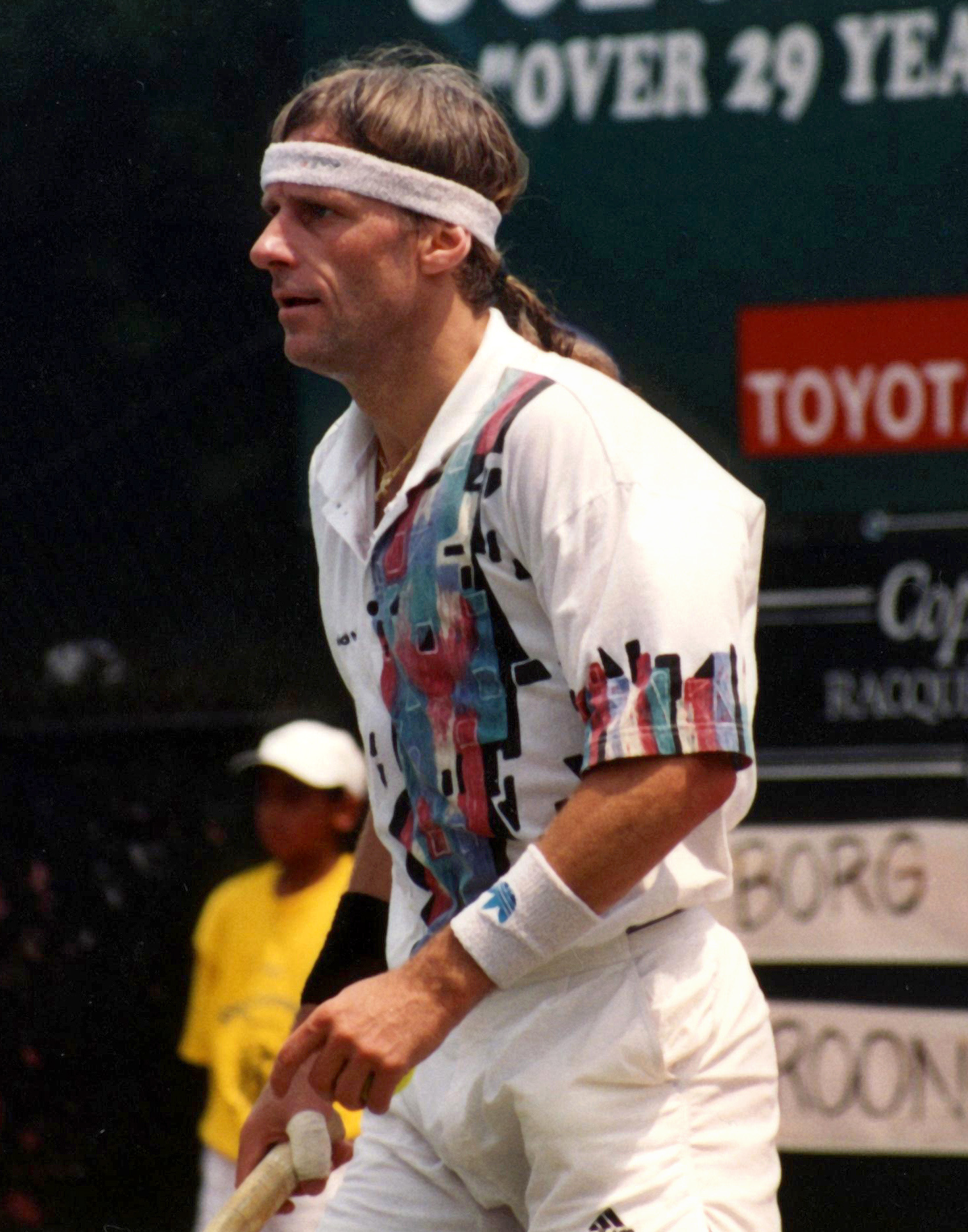
Björn Borg

- Cirka 1973-1998 - Svensk tennis upplever en stark period på herrsidan, med namn som Björn Borg, Mats Wilander och Stefan Edberg samt flera svenska slutsegrar i Davis Cup.
- Cirka 1974-1983 - Med Ingemar Stenmark och Björn Borg på topp talar man om att Sverige står stilla när de tävlar.
- 5 oktober 1975: Första säsongen av Elitserien i ishockey inleds.
- Cirka 1976-1997 - IFK Göteborg dominerar svensk klubbfotboll på herrsidan och spelar, liksom Malmö FF, framgångsrikt i Europacuperna.
- 21 december 1975: Sverige vinner sin första Davis Cup-seger.
- 21-28 februari 1976: Örnsköldsvik arrangerar första paralympiska vinterspelen.
- 15 februari 1981: Sverige blir världsmästare i bandy för första gången.
- 27 maj 1984: Sverige vinner Europamästerskapet i fotboll för damer.
- 1988-2004: Under Bengt Johanssons ledarskap är Sveriges herrlandslag i handboll ett av världens främsta.

.

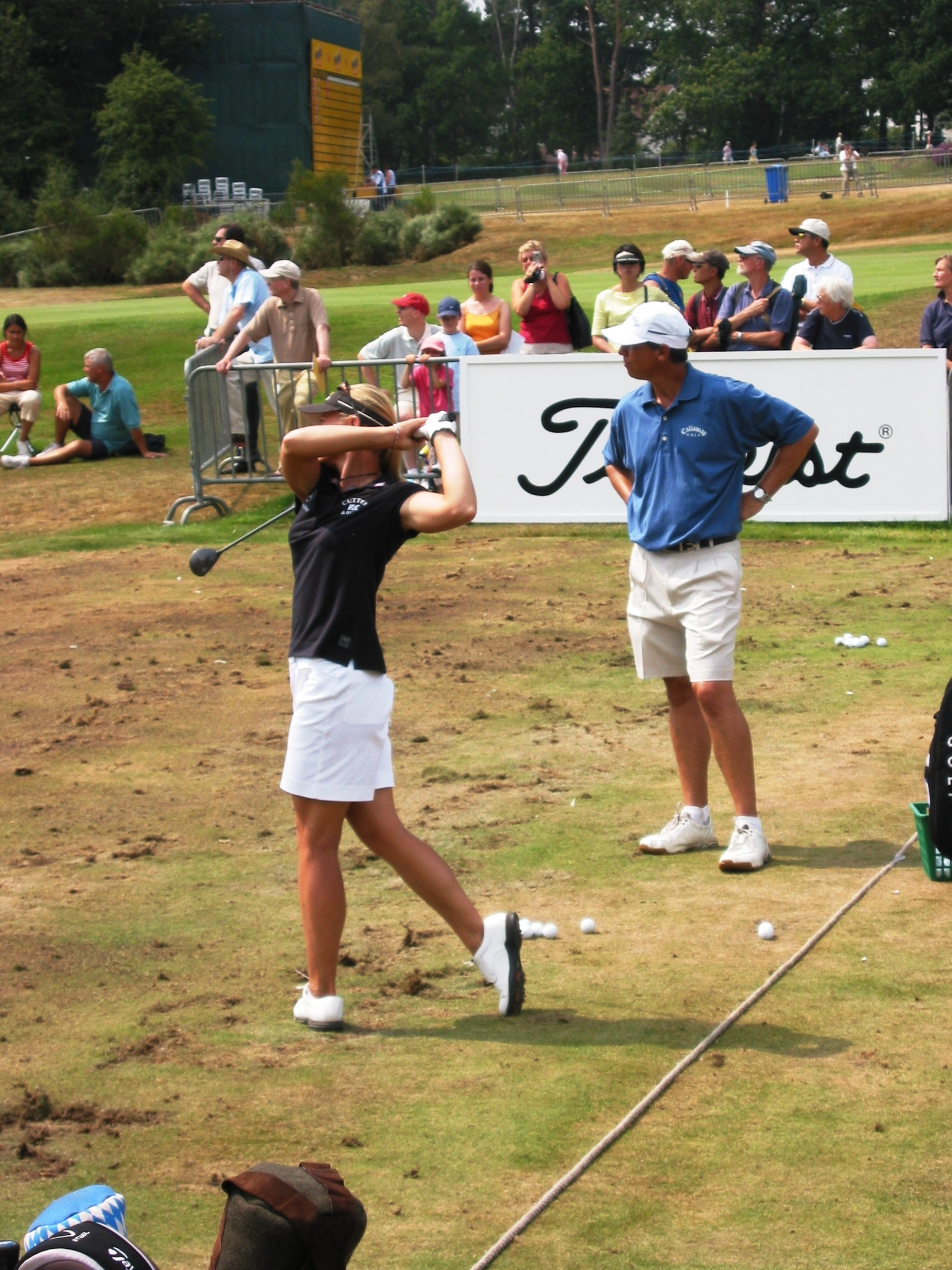
Annika Sörenstam

- Cirka sent 1980-tal - Svensk golf på frammarsch.
- 1990-talet - Sverige upplever stora framgångar i handboll och ishockey för herrar. Svensk damidrott blir alltmer slagkraftig internationellt, med namn som Pernilla Wiberg, Magdalena Forsberg och Annika Sörenstam. Sverige alltmer svagpresterande i olympiska vinterspel under 1990-talet. Stark tillbakagång för sporter som backhoppning och hastighetsåkning på skridskor, även nordisk kombination på tillbakagång sedan 1970-talet. Även svensk längdskidåkning allt sämre vid decenniets mitt.[3]
- 29 november 1991: Sverige tar brons VM i fotboll för damer i Kina.
- 10-26 juni 1992: Sverige står som värd för Europamästerskapet i fotboll, får stryk av Tyskland i semifinalen. Danmark vinner EM-guldet.
- 27 februari 1994: Sverige tar i Lillehammer sitt första olympiska guld i ishockey.
- 16 juli 1994: Sverige tar brons VM i fotboll i USA.
- 5-18 juni 1995: Sverige står som värd för VM i fotboll för damer.
- 18 maj 1996 - Sverige arrangerar och vinner tidernas första världsmästerskap i innebandy för herrar.
- 28-29 maj 1999: RF-stämman i Malmö röstar för bolagisering av svensk idrott.[4]

.

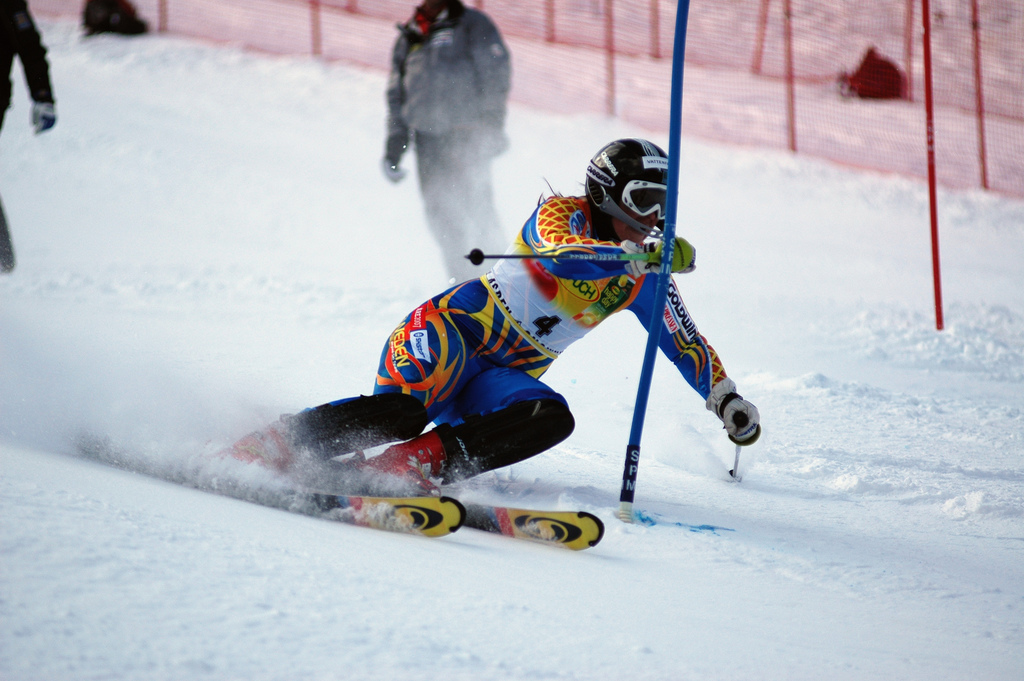
Anja Pärson

- 2000-talets första decennium: Svensk friidrott upplever stora framgångar, med namn som Carolina Klüft, Stefan Holm, Christian Olsson och Kajsa Bergqvist. Även svenskt skidskytte får ett uppsving, med namn som Helena Ekholm, Anna Carin Zidek och Björn Ferry. Svensk längdskidåkning återhämtar sig något, framför allt genom sprintframgångar. Sveriges damlandslag i handboll deltar i alltfler mästerskap. Anja Pärson skördar stora framgångar i alpina skidbackar.
- 2000: Den första Idrottsgalan hålls.
- 12 oktober 2003: Sverige tar silver vid VM i fotboll för damer i USA.
- 16 juli 2011: Sverige tar brons VM i fotboll för damer i Tyskland.

.

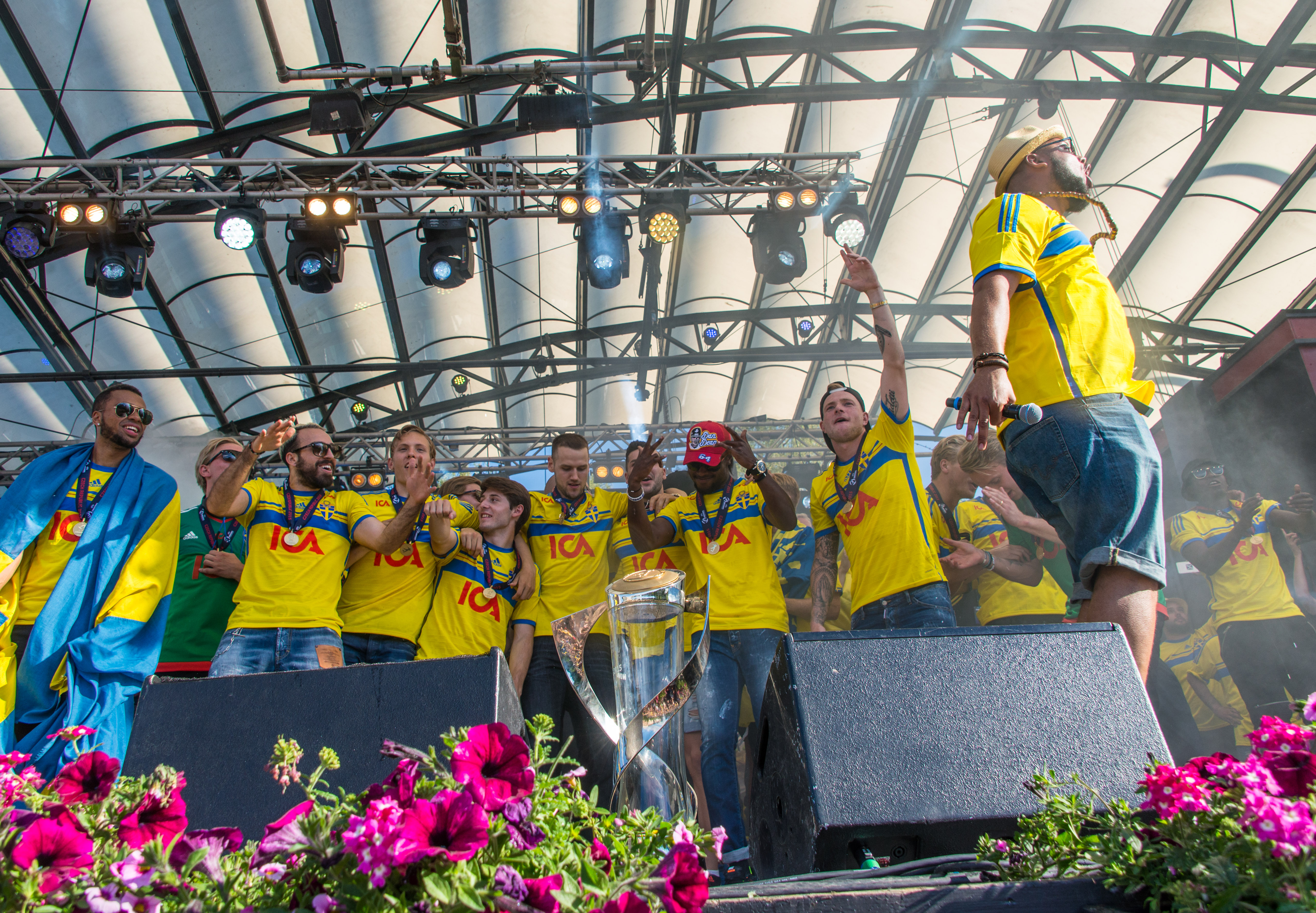
Sveriges U21-herrlandslag i fotboll 2015

- 30 juni 2015:  Sverige vinner U21-Europamästerskapet i fotboll i Tjeckien.[5]
- 6 juli 2019: Sverige tar brons VM i fotboll för damer i Frankrike.
- 19 augusti 2023: Sverige tar brons VM i fotboll för damer i Australien och Nya Zeeland.

### Fotnoter
1. ↑  ”Idrottens spelberoende och statens idrottsberoende”. Idrottsforum. 1 februari 2006. http://www.idrottsforum.org/articles/norberg/norberg060201.html. Läst 29 december 2011.
2. ↑  Tomas Peterson (4 juni 2008). ”Föreningsfostran och tävlingsfostran”. Sveriges regering. sid. 15. https://www.regeringen.se/49bb97/contentassets/8c90eac531c04dd7909a71a599f27b82/foreningsfostran-och-tavlingsfostran---en-utvardering-av-statens-stod-till-idrotten-hela-dokumentet-sou-200859. Läst 3 maj 2021.
3. ↑  Jonas Emtervall (23 september 2015). ”Bara att nypa sig i armen och se fram emot festen”. Ulricehamns tidning. http://www.ut.se/sport/bara-att-nypa-sig-i-armen-och-se-fram-emot-festen/. Läst 9 mars 2016.
4. ↑  ”Börsintroduktion av idrottsaktiebolag”. 10 mars 1999. Arkiverad från originalet den 11 augusti 2014. https://web.archive.org/web/20140811055118/https://gupea.ub.gu.se/bitstream/2077/2195/1/199981.pdf. Läst 29 december 2011.
5. ↑  Tove Nordenhäl (30 juni 2015). ”Sverige vann U21-finalen” (på svenska). SVT Sport. http://www.svt.se/sport/fotboll/u21-final. Läst 1 juli 2015.